# Lacul Turcești

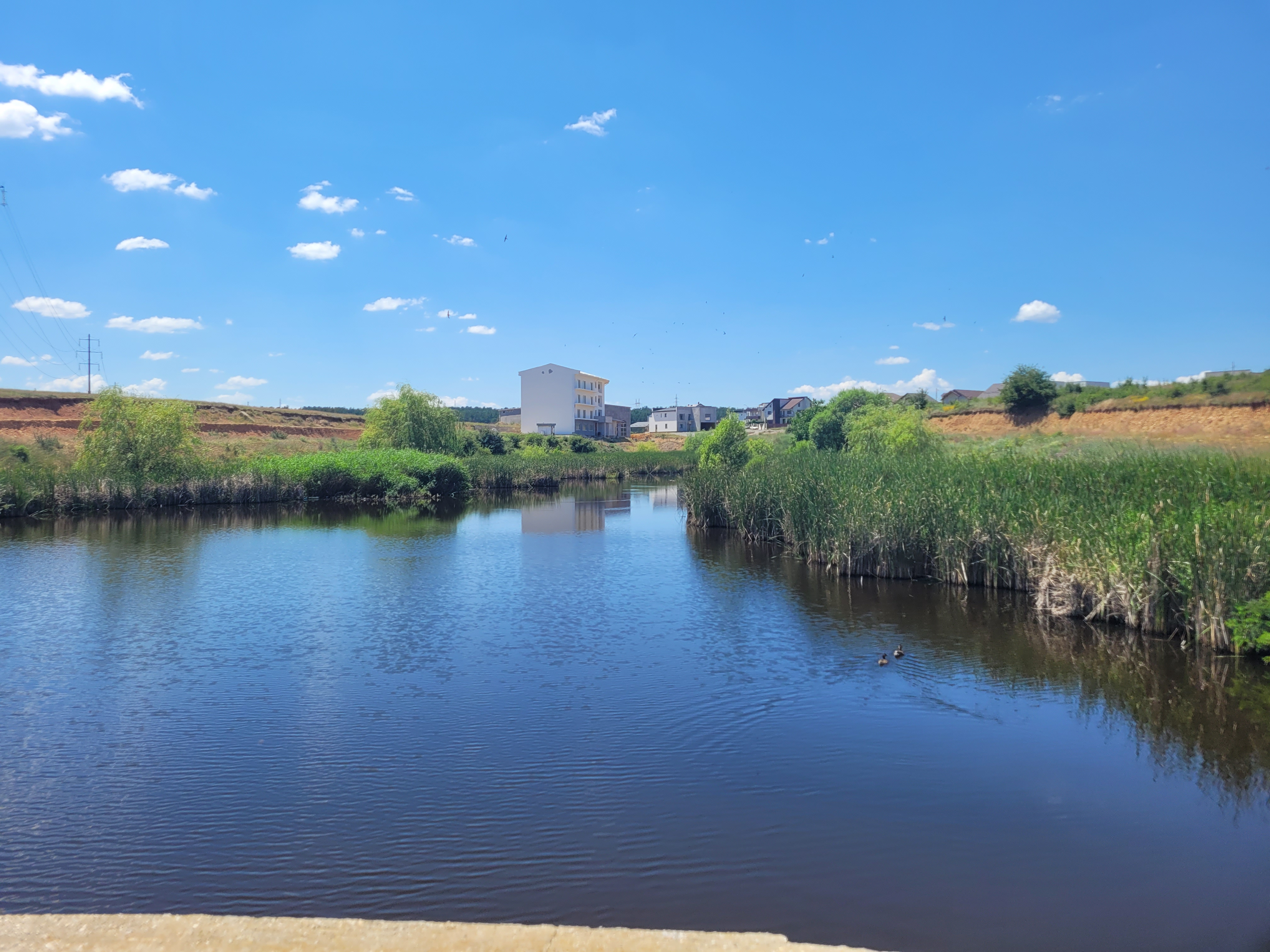
Lacul Turcești

Lacul Turcești este un lac de baraj artificial din Câmpia Piteștilor, în zona Turcești din municipiul Pitești.
Lacul este la 3,5 km de centrul din Pitești (Piața Vasile Milea) și este situat între: comuna Moșoaia la vest și cartierul Trivale la nord.
Lacul Turcești este situat pe pârâul Valea Oancei, în apropierea vărsării acesteia în pârâul Geamăna Mică.